# Plagiochilaceae
Plagiochilaceae là một họ rêu trong bộ Jungermanniales.